# Brunnsgatan, Göteborg
Brunnsgatan är en gata i stadsdelen Annedal i Göteborg. Den består av tre delar: dels en cirka 365 meter lång sträcka mellan Övre Husargatan och Carl Grimbergsgatan — varav cirka 75 meter av gatans början är delad i två separata avsnitt — dels ett cirka 60 meter långt avsnitt mellan Carl Grimbergsgatan och Muraregatan. Totalt cirka 425 meter. Gatan fick sitt namn 1876 efter en brunn i området. Första gången som gatan anges i Göteborgs Adress- och Industrikalender är 1878, Brunnsgatan, från Öfra Husargatan till Haga Kyrkogata (senare Carl Grimbergsgatan). Först 1892 anges Brunnsgatan gå ända fram till Muraregatan.
Brunnsgatan är numrerad 1-27, och består av följande fastigheter:

- (1) Annedal 19:16
- (2) Annedal 23:21
- (3) Annedal 7:13
- (4) Annedal 23:21
- (5) Annedal 7:13
- (6) Annedal 23:21
- (7) Annedal 7:8
- (8) Annedal 23:21
- (10) Annedal 23:21
- (12) Annedal 23:21
- (14) Annedal 7:3
- (24) Annedal 5:10
- (26) Annedal 5:9
- (27) Annedal 9:4

Det fanns även en Brunnsgatan i Landala, som 1886 namnändrades till Källgatan för att undvika förväxling med gatan i Annedal. Källgatan har på grund av ändring i stadsplanen utgått.
År 1910 anges Brunnsgatan ha en längd av 289 meter, en medelbredd av 9,7 meter och inklusive gångbanor en yta av 2 826 kvadratmeter. Körbanorna var belagda med makadam på 1 512 kvadratmeter, och gångbanorna med grus på 1 256 kvadratmeter samt 58 kvadratmeter "tuktad sten, asfalt, beton, klinkert m.m."